# WTA Elite Trophy 2023 – ženská dvouhra
Ženská dvouhra WTA Elite Trophy 2023  probíhala ve druhé polovině října 2023. Do singlové soutěže čuchajského tenisového turnaje nastoupilo jedenáct nejlépe postavených hráček na žebříčku WTA, které se nekvalifikovaly na Turnaj mistryň. Dvanáctá obdržela divokou kartu. Obhájkyní titulu z roku 2019 byla světová jednička Aryna Sabalenková, která se zúčastnila navazujícího Turnaje mistryň. Z čuchajské události se odhlásily původně kvalifikované Maria Sakkariová (9. WTA), Petra Kvitová (12.), Belinda Bencicová (14.), Jekatěrina Alexandrovová (21.) a Viktoria Azarenková (22.). 
Čínská část okruhu byla v letech 2020 a 2021 zrušena kvůli pandemii covidu-19. Ženská tenisová asociace od prosince 2021 do dubna 2023 zároveň bojkotovala čínské turnaje v důsledku kauzy zmizení čínské tenistky Pcheng Šuaj.
Na závěrečném turnaji sezóny se představilo osm debutantek: Krejčíková, Ostapenková, Samsonovová, Kuděrmetovová, Čeng, Haddad Maiová, Linetteová a Ču. Jedenáct z dvanácti účastnic si v ročníku 2023 alespoň jednou zahrálo finále. Výjimkou byla Haddad Maiová, jejímž maximem byla dvě semifinále. Až v Ču-chaji pronikla do souboje o titul. V rámci startujících pouze Krejčíková a Čeng vyhrály v ročníku více než jednu trofej. Každá triumfovala dvakrát a obě se zařadily mezi deset takových hráček na okruhu. Garciaová přijela na turnaj jako lídryně v počtu es, když jich v sezóně zahrála 449, o deset více než druhá Rybakinová.
Bez ztráty setu soutěží prošla 27letá Brazilka Beatriz Haddad Maiová, která na okruhu WTA Tour získala třetí singlový titul. Zároveň ovládla i čuchajskou čtyřhru a jako první vyhrála obě soutěže WTA Elite Trophy.

## Haddad Maiová první vítězkou dvouhry i čtyřhry
Vítězkou se stala 27letá světová devatenáctka Beatriz Haddad Maiová z Brazílie, jež ve finále zdolala o šest let mladší a jednu příčku výše postavenou Čeng Čchin-wen z Číny. V prvním vzájemném utkání Brazilka zvládla tiebreaky obou sad a vyhrála 7–6, 7–6. Ve zkrácené hře úvodního setu odvrátila tři setboly. Délkou 2:51 hodiny se jednalo o nejdelší dvousetový zápas probíhající sezóny, který o dvě minuty překonal soulské čtvrtfinále Bouzkové s Jüanovou. Soutěží prošla bez ztráty setu.
Haddad Maiová na okruhu WTA Tour získala nejcennější kariérní trofej v podobě třetího singlového titulu, po dvou triumfech na trávě v roce 2022. Jako první v jediném ročníku ovládla i čtyřhru, znamenající po Nottingham Open 2022 druhý kariérní „double“. Finálovou výhrou ukončila osmizápasovou neporazitelnost Čengové, pro níž by titul znamenal debut v první světové desítce. Haddad Maiová se posunula na 11. místo.

## Nasazení hráček
1. Barbora Krejčíková (základní skupina, 160 bodů, 137 750 USD)
2. Madison Keysová (základní skupina, 80 bodů, 50 000 USD)
3. Jeļena Ostapenková (základní skupina, 160 bodů, 137 750 USD)
4. [p 1]Ljudmila Samsonovová (základní skupina, 160 bodů, 127 750 USD)
5. [p 1]Veronika Kuděrmetovová (základní skupina, 160 bodů, 103 000 USD)
6. [p 1]Darja Kasatkinová (semifinále, 240 bodů, 237 000 USD)
7. Čeng Čchin-wen (finále, 240 bodů, 385 000 USD)
8. Beatriz Haddad Maiová  (vítězka, 700 bodů, 605 000 USD)
9. Caroline Garciaová (základní skupina, 160 bodů, 137 750 USD)
10. Donna Vekićová (základní skupina, 80 bodů, 50 000 USD)
11. Magda Linetteová (základní skupina, 80 bodů, 50 000 USD)
12. Ču Lin (semifinále, 80 bodů, 194 000 USD)

## Soutěž
| Legenda                                                       |                                                                        |                                                   |
| - Q – kvalifikant - WC – divoká karta - LL – šťastný poražený | - Alt – náhradník - SE – zvláštní výjimka - PR/SR – žebříčková ochrana | - w/o – bez boje - r – skreč - d – diskvalifikace |

### Finálová fáze
|  | Semifinále | Semifinále            | Semifinále     | Semifinále | Semifinále |        |                       | Finále | Finále | Finále | Finále | Finále |
|  |            |                       |                |            |            |        |                       |        |        |        |        |        |
|  | 6          | Darja Kasatkinová     | 4              | 1          |            |        |                       |        |        |        |        |        |
|  | 8          | Beatriz Haddad Maiová | 6              | 6          |            |        |                       |        |        |        |        |        |
|  | 8          | Beatriz Haddad Maiová | 6              | 6          |            | 8      | Beatriz Haddad Maiová | 713    | 7      |        |        |        |
|  |            |                       |                |            |            | 8      | Beatriz Haddad Maiová | 713    | 7      |        |        |        |
|  |            | 7                     | Čeng Čchin-wen | 611        | 64         |        |                       |        |        |        |        |        |
|  | 12/WC      | 7                     | Čeng Čchin-wen | 611        | 64         | Ču Lin | 5                     | 6      | 1      |        |        |        |
|  | 12/WC      |                       |                |            |            | Ču Lin | 5                     | 6      | 1      |        |        |        |
|  | 7          | Čeng Čchin-wen        | 7              | 4          | 6          |        |                       |        |        |        |        |        |

### Azalková skupina
|    |                    | Krejčíková    | Kasatkinová   | Linetteová | Zápasy | Sety       | Hry          | Pořadí |
| 1  | Barbora Krejčíková |               | 5–7, 6–1, 1–6 | 6–2, 6–4   | 1–1    | 3–2 (60 %) | 24–20 (55 %) | 2.     |
| 6  | Darja Kasatkinová  | 7–5, 1–6, 6–1 |               | 6–3, 6–4   | 2–0    | 4–1 (80 %) | 26–19 (58 %) | 1.     |
| 11 | Magda Linetteová   | 2–6, 4–6      | 3–6, 4–6      |            | 0–2    | 0–4 (0 %)  | 13–24 (35 %) | 3.     |

### Kaméliová skupina
|   |                       | Keysová       | Haddad Maiová | Garciaová     | Zápasy | Sety        | Hry          | Pořadí |
| 2 | Madison Keysová       |               | 4–6, 4–6      | 3–6, 6–7(3–7) | 0–2    | 0–4 (0 %)   | 17–25 (40 %) | 3.     |
| 8 | Beatriz Haddad Maiová | 6–4, 6–4      |               | 6–1, 7–6(7–4) | 2–0    | 4–0 (100 %) | 25–15 (63 %) | 1.     |
| 9 | Caroline Garciaová    | 6–3, 7–6(7–3) | 1–6, 6–7(4–7) |               | 1–1    | 2–2 (50 %)  | 20–22 (48 %) | 2.     |

### Orchideová skupina
|    |                    | Ostapenková   | Čeng               | Vekićová           | Zápasy | Sety       | Hry          | Pořadí |
| 3  | Jeļena Ostapenková |               | 4–6, 6–1, 2–6      | 4–6, 6–4, 6–1      | 1–1    | 3–3 (50 %) | 28–24 (54 %) | 2.     |
| 7  | Čeng Čchin-wen     | 6–4, 1–6, 6–2 |                    | 6–4, 6–7(6–8), 6–4 | 2–0    | 4–2 (67 %) | 31–27 (53 %) | 1.     |
| 10 | Donna Vekićová     | 6–4, 4–6, 1–6 | 4–6, 7–6(8–6), 4–6 |                    | 0–2    | 2–4 (33 %) | 26–34 (43 %) | 3.     |

### Růžová skupina
|       |                        | Samsonovová   | Kuděrmetovová | Ču            | Zápasy | Sety       | Hry          | Pořadí |
| 4     | Ljudmila Samsonovová   |               | 4–6, 6–3, 5–7 | 2–6, 6–2, 6–1 | 1–1    | 3–3 (50 %) | 29–25 (54 %) | 2.     |
| 5     | Veronika Kuděrmetovová | 6–4, 3–6, 7–5 |               | 6–7(5–7), 1–6 | 1–1    | 2–3 (40 %) | 23–28 (45 %) | 3.     |
| 12/WC | Ču Lin                 | 6–2, 2–6, 1–6 | 7–6(7–5), 6–1 |               | 1–1    | 3–2 (60 %) | 22–21 (51 %) | 1.     |